# Malung
Malung – miejscowość (tätort) w Szwecji, w regionie administracyjnym (län) Dalarna. Siedziba władz (centralort) gminy Malung-Sälen. 
Miejscowość jest położona w zachodniej części prowincji historycznej (landskap) Dalarna (Västerdalarna), nad rzeką Västerdalälven. W Malung krzyżują się trasy europejskie E16 i E45 oraz droga krajowa nr 66. 
Do grudnia 2011 r. Malung było stacją końcową dla pociągów pasażerskich kursujących na linii kolejowej (Borlänge-) Repbäcken – Malung (Västerdalsbanan).
W 2010 r. Malung liczyło 5126 mieszkańców.

## Urodzeni w Malung
- Sofia Mabergs – curlerka, mistrzyni olimpijska 2018[5]